# Vehiculo de Combate Transporte de Personal

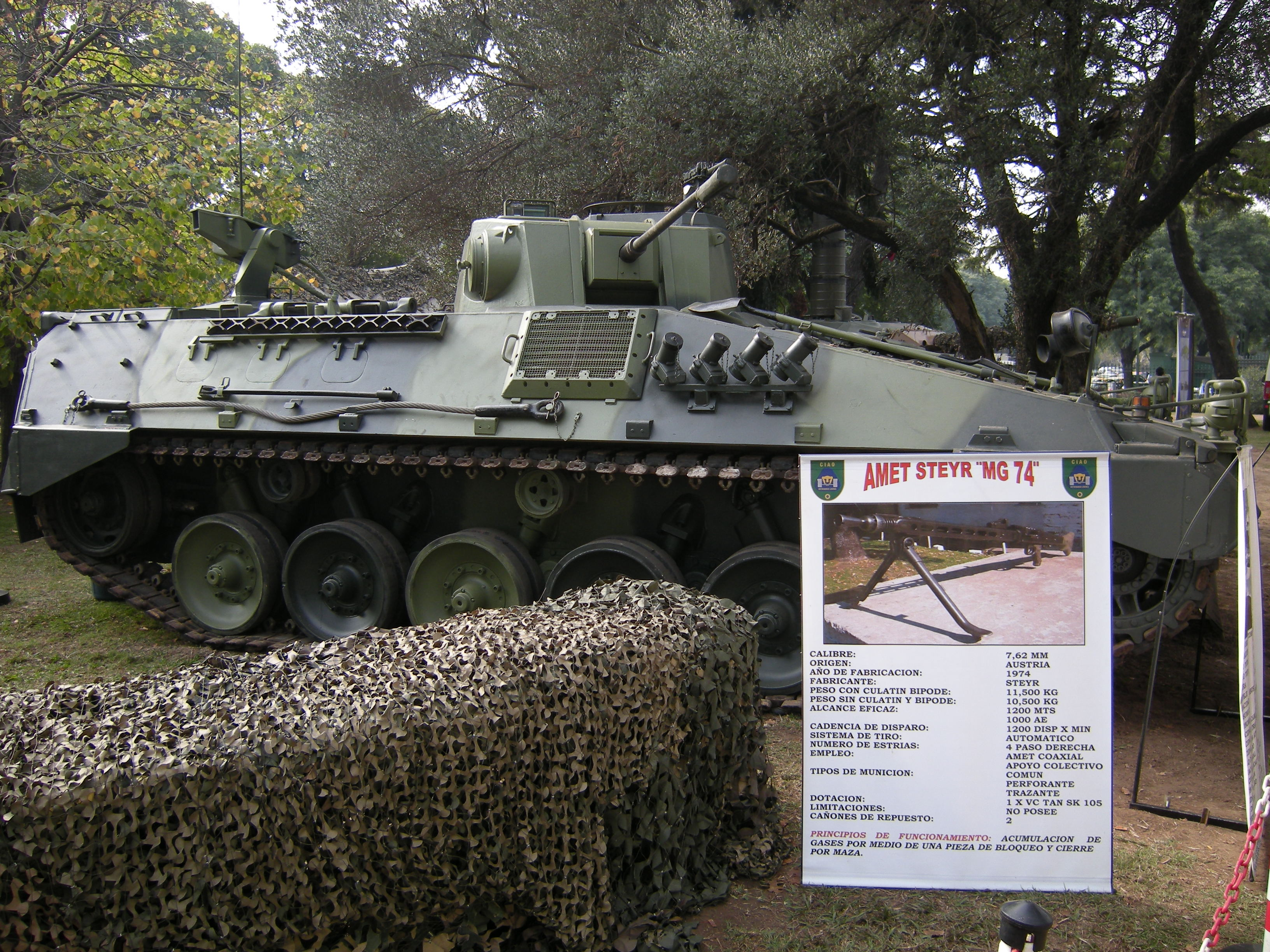
VCTP bei einer Ausstellung der argentinischen Armee im Mai 2008

Der Vehiculo de Combate Transporte de Personal (VCTP) (dt. „Truppenkampffahrzeug“) ist ein seit 1976 eingesetzter Schützenpanzer der argentinischen Streitkräfte. Er basiert auf dem deutschen Schützenpanzer Marder und wurde parallel zum Tanque Argentino Mediano von der Firma TAMSE entwickelt. Mit dem TAM teilt sich der VCTP den Rahmen, Motor und das Getriebe. Es wurde insgesamt 106 VCTP gebaut.

## Hintergrund
Die wesentlichen Unterschiede zum Marder bestehen in dem stärkeren 530-kW-Dieselmotor und einigen kleineren Umbauten zur Anpassung an die lokalen Gegebenheiten.
Die Besatzung besteht aus einem Fahrer und einem Schützen. Es können bis zu zehn Infanteristen mitgenommen werden.
Die Bewaffnung besteht aus einer 20-mm-Maschinenkanone und einem 7,62-mm-Maschinengewehr zur Fliegerabwehr. Am Heck des Panzers ist ein weiteres 7,62-mm-Maschinengewehr angebracht, das aus der Kabine ferngesteuert werden kann. An den Seiten des Panzers sind Kugelblenden angebracht. Diese erlauben den Infanteristen, ihre Waffen aus dem Schutz des Panzers heraus einzusetzen. Am Heck ist eine hochklappbare Rampe angebracht. Durch diese können die Infanteristen den Panzer besteigen bzw. verlassen (auf- und absitzen).
Es gibt weitere Versionen dieses Fahrzeuges, welche unter anderem einen 120-mm-Mörser-Träger umfassen. Der Bergepanzer und die 155-mm-Selbstfahrartillerie waren Fehlkonstruktionen und die Entwicklung wurde aufgegeben. Ebenso wurde mit dem Chassis des VCTP als Träger für Mehrfachraketenwerfer experimentiert, aber diese Versuche kamen nie über das Prototypenstadium hinaus.

## Daten

### Fahrzeug
- Gewicht: 28 Tonnen
- Außenmaße (Länge × Breite × Höhe): 6,8 m × 3,3 m × 2,4 m
- Höchstgeschwindigkeit auf Straße: 75 km/h
- Motor: V6-Dieselmotor MTU MB833, 530 kW
- kW pro Tonne: 18,9
- Bodendruck: 7 N/cm²
- Reichweite: max. 590 km
- Panzerungsstärke: max. 50 mm Panzerstahl an der Frontseite

### Waffen
- Eine 20-mm-Oerlikon-Maschinenkanone im Zwei-Mann-Turm oder ein 120-mm-FM-Mörser
- Zwei 7,62-mm-Maschinengewehre (FlaMG und Rückseite)